# Naum Iljitsch Feldman
Naum Iljitsch Feldman, russisch Наум Ильич Фельдман (* 26. November 1918 in Melitopol; † 20. April 1994 in Moskau) war ein sowjetischer Mathematiker, der sich mit Zahlentheorie befasste.

## Leben und Werk
Feldman studierte ab 1936 Mathematik an der Universität Leningrad mit Schwerpunkt Zahlentheorie bei Rodion Kusmin. Nach seinem Abschluss 1941 war er als Soldat in der Roten Armee, kämpfte in der Verteidigung Moskaus und der Eroberung von Königsberg und wurde mehrfach ausgezeichnet. Ab 1946 setzte er sein Studium in Moskau fort und wurde 1949 bei Alexander Gelfond promoviert. 1950 bis 1954 leitete er die Abteilung Mathematik am Ufimsky Ölinstitut und hielt 1954 bis 1961 Vorlesungen am Moskauer Institut für geophysikalische Prospektion. Ab 1961 war er an der Lomonossow-Universität, habilitierte sich 1974 (russischer Doktortitel) und erhielt 1980 eine volle Professur.
Er befasste sich mit diophantischer Approximation, transzendenten Zahlen und diophantischen Gleichungen. Er verbesserte die Methode von Gelfond für den Beweis des Satzes von Gelfond-Schneider für Abschätzungen der Transzendenz (Transzendenzmaße nach Émile Borel) von Logarithmen algebraischer Zahlen. Das geschah in seiner Dissertation, später erweiterte er dies auf Perioden elliptischer Kurven sowie der Kreiszahl {\displaystyle \pi }.
Er verschärfte auch einen Satz von Liouville (siehe Diophantische Approximation) über die Approximation algebraischer Zahlen durch rationale Zahlen, in dem er für die Konstanten effektive Werte angab:
Sei {\displaystyle \alpha } eine algebraische Zahl vom Grad  {\displaystyle n>3}, dann gibt es effektive positive Konstanten {\displaystyle a}, {\displaystyle C} mit
{\displaystyle \left|\alpha -{\frac {p}{q}}\right|>C\,q^{(a-n)}}
für alle ganzen Zahlen {\displaystyle p,q} mit {\displaystyle q>0}.

## Schriften
- The measure of transcendency of the number {\displaystyle \pi }, Izv. Akad. Nauk SSSR Ser. Mat., Band 24, 1960, Heft 3, S. 357–368 (russisch), englische Übersetzung American Math. Soc. Translations (2), Band 58, 1966, S. 110–124.
- Approximation by algebraic numbers to logarithms of algebraic numbers, Izv. Akad. Nauk SSSR Ser. Mat., Band 24, 1960, S. 475–492 (russisch), englische Übersetzung American Math. Soc. Translations (2), Band 58, 1966, S. 125–142.
- mit Andrei Borissowitsch Schidlowski: The Development And Present State Of The Theory Of Transcendental Numbers, Russian Mathematical Surveys, Band 22, 1967, S. 1–79.
- Improved Estimate For A Linear Form Of The Logarithms Of Algebraic Numbers, Mathematics of the USSR-Sbornik, Band 6, 1968, S. 393–406.
- Approximation of number π by algebraic numbers from special fields, J. Number Theory, Band 9, 1977, S. 48–60.
- Effective bounds for the number of solutions of certain diophantine equations, Mathematical Notes of the Academy of Sciences of the USSR, Band 8, 1970, S. 674–679.
- Hilbert`s seventh problem, Moskau, Lomonossow-Universität 1982
- mit Juri Walentinowitsch Nesterenko: Number Theory IV: Transcendental numbers, (Encyclopaedia of Mathematical Sciences 44), Springer 1997, ISBN 978-3-540-61467-8.
- Algebraic and transcental numbers, Quantum 2000, pdf